# 두 강의 땅
두 강의 땅(아랍어: أرض الفراتين 아르드 울푸라타인[*])은 사담 후세인이 집권한 1979년부터 2003년까지 사용된 이라크의 국가이며 Shafiq Alkamali가 작사하고 Walid Georges Gholmieh가 작곡하였다. 사담 후세인이 몰락한 이후, 이라크는 1959년부터 1965년까지 쓰였던 국가인 <나의 조국>을 잠시 다시 쓰다가 2004년, 새 국가를 지정했다. 이로써 이 노래는 역사 속으로 사라지게 되었다.

## 가사

### 아랍어

#### 후렴
وطن مد على الأفق جناحا 𝄇
وارتدى مجد الحضارات وشاحا
بوركت أرض الفراتين
وطن
𝄆 عبقري المجد عزما و سماحا

#### 1절
هذه الأرض لهيب و سنا
و شموخ لا تدانيه سما
هذه الأرض لهيب و سنا
و شموخ لا تدانيه سما
جبل يسمو على هذه الدنا
و سهول جسدت فينا الإبى
بابل فينا و آشور لنا
و بنا التاريخ يقتد ضيا
نحن في الناس جمعنا و حدنا
غضبة السيف و حلم الأنبياء
حين أوقدنا رمال العرب ثورة
و حملنا راية التحرير فكرة
حين أوقدنا رمال العرب ثورة
و حملنا راية التحرير فكرة
منذ أن لز مثنى الخيل مهره
و صلاح الدين غطاها رماحا

#### 2절
قسما بالسيف و القول الأبي
و صهيل الخيل عند الطلب
قسما بالسيف و القول الأبي
و صهيل الخيل عند الطلب
إننا سور مداها الأرحب
و هدير الشعب يوم النوب
أورثتنا البيد رايات النبي
و السجايا و الشموخ اليعربي
مجدي جزلا بلاد العرب
نحن أشرقنا فيا شمس أغربي
الجباه السمر بشر و محبة
و صمود شق للإنسان دربه
الجباه السمر بشر و محبة
و صمود شق للإنسان دربه
أيها القائد للعلياء شعبه
اجعل الآفاق للصولات ساحة

#### 3절
يا سرايا البعث يا أسد العرين
يا شموخ العز و المجد التليد
يا سرايا البعث يا أسد العرين
يا شموخ العز و المجد التليد
ازحفي كالهول للنصر المبين
و ابعثي في أرضنا عهد الرشيد
نحن جيل البذل فجر الكادحين
يا رحاب المجد عدنا من جديد
أمة تبني بعزم لا يلين
و شهيد يقتفي خطو شهيد
شعبنا الجبار زهو و انطلاق
و قلاع العز يبنيها الرفاق
شعبناالجبار زهو و انطلاق
و قلاع العز يبنيها الرفاق
دمت للعرب ملاذا
يا عراق
و شموسا تجعل الليل صباحا

#### 마지막 가사(후렴)
وطن مد على الأفق جناحا
وارتدى مجد الحضارات وشاحا
بوركت أرض الفراتين
وطن
عبقري المجد عزما و سماحا
وطن مد على الأفق جناحا
وارتدى مجد الحضارات وشاحا
بوركت أرض الفراتين
وطن
عبقري المجد عزما و سماحا

### 해석

#### 후렴
조국이 날개를 수평선 너머로 넓혀왔다,
그리고 문명의 영광을 스카프로 입어왔다.
두 강의 땅이 된 것을 축복하라
영광스러운 결정과 관용의 조국이여
조국이 날개를 수평선 너머로 넓혀왔다,
그리고 문명의 영광을 스카프로 입어왔다.
두 강의 땅이 된 것을 축복하라
영광스러운 결정과 관용의 조국이여!

#### 1절
이 조국은 불꽃과 훌륭함으로 만들어졌다.
그리고 가장 높은 천국으로부터의 대적할 수 없는 자부심으로.
이 조국은 불꽃과 훌륭함으로 만들어졌다.
그리고 가장 높은 천국으로부터의 대적할 수 없는 자부심으로.
그것은 세계의 꼭대기 위로 떠오르는 산이다
그리고 우리 몸을 나타내는 평원이다.
바빌론은 우리의 고유요, 아시리아는 우리의 것이다.
그리고 우리 배경의 영광 때문이다.
역사 그 자체는 빛으로 퍼져나간다
그것은 검의 화와 예언자의 인내를 가진 사람이 우리 혼자라는 것이다.
우리가 아라비아의 모래를 혁명으로 만들 때
그리고 역사의 깃발을 이념으로써 만들었을때에
우리가 아라비아의 모래를 혁명으로 만들 때
그리고 역사의 깃발을 이념으로써 만들었을때에
말들의 알 모나타가 돌진했을 때부터,
살라딘이 그것을 견뎌냈을 때부터!

#### 후렴
조국이 날개를 수평선 너머로 넓혀왔다,
그리고 문명의 영광을 스카프로 입어왔다.
두 강의 땅이 된 것을 축복하라
영광스러운 결정과 관용의 조국이여
조국이 날개를 수평선 너머로 넓혀왔다,
그리고 문명의 영광을 스카프로 입어왔다.
두 강의 땅이 된 것을 축복하라
영광스러운 결정과 관용의 조국이여!

#### 2절
우리는 검과 자부심의 발언으로 맹세한다
그리고 의무 일 때의 말의 울음소리로
우리는 검과 자부심의 발언으로 맹세한다
그리고 의무 일 때의 말의 울음소리로
우리는 무한한 범의의 벽이라네
그리고 전쟁의 날에서의 곡민들의 포효이다.
우리는 사막에서의 예언자의 깃발을 물러주었다
그리고 아랍의 자연과 자부심을.
잘 아랍인들의 땅을 숭상하여라
우리는 올라왔다, 오, 태양은 진다
햇볕에 탄 이마는 웃음과 사랑으로 가득 차 있다.
그리고 사람들이 자신의 방법으로 찾아다닌 진리로.
햇볕에 탄 이마는 웃음과 사랑으로 가득 차 있다.
그리고 사람들이 자신의 방법으로 찾아다닌 진리로.
오, 사람들을 엄청난 발전으로 이끄는 당신이여!
수평선을 우리의 전장으로 만들어라!

#### 후렴
조국이 날개를 수평선 너머로 넓혀왔다,
그리고 문명의 영광을 스카프로 입어왔다.
두 강의 땅이 된 것을 축복하라
영광스러운 결정과 관용의 조국이여
조국이 날개를 수평선 너머로 넓혀왔다,
그리고 문명의 영광을 스카프로 입어왔다.
두 강의 땅이 된 것을 축복하라
영광스러운 결정과 관용의 조국이여!

#### 3절
오, 바트당 당신은 사자의 자부심이다.
오, 자부심과 상속받은 영광의 절정이여.
오, 바트당 당신은 사자의 자부심이다.
오, 자부심과 상속받은 영광의 절정이여.
진보하라, 공포처럼, 확실한 승리를 향해.
그리고 우리 땅에 알 라시드의 시간을 되살려내라.
우리는 모든 것을 주고 최선을 다한 세대들이다.
오, 확장의 영광이여, 우리는 다시 돌아왔다네.
우리가 완고한 결정으로 만든 국가에게로.
그리고 각각의 순교자들은 선대의 순교자의 발자취를 따라가네
우리의 위대한 국가는 자부심과 힘으로 가득하다.
그리고 동지들은 영광의 요새를 짓는다.
우리의 위대한 국가는 자부심과 힘으로 가득하다.
그리고 동지들은 영광의 요새를 짓는다.
그대가 아랍인들에게 피난처로 남아있기를, 오 이라크여!
그리고 밤을 낮으로 바꾸는 태양으로써!

#### 후렴
조국이 날개를 수평선 너머로 넓혀왔다,
그리고 문명의 영광을 스카프로 입어왔다.
두 강의 땅이 된 것을 축복하라
영광스러운 결정과 관용의 조국이여
조국이 날개를 수평선 너머로 넓혀왔다,
그리고 문명의 영광을 스카프로 입어왔다.
두 강의 땅이 된 것을 축복하라
영광스러운 결정과 관용의 조국이여!